# Роуз Тайлър
Роуз Марион Тайлър (на английски: Rose Marion Tyler) – персонаж от британския научнофантастичен сериал Доктор Кой, изигран от певицата и актриса Били Пайпър.
Роуз Тайлър се появява за първи път в епизода „Роуз“. Играе постоянна спътничка (компаньонка) на Доктора в два сезона, след което напуска сериала, но се връща в 4 сезон, където завършва историята на героинята си.
Общо се появява в 32 епизода и един мини-епизод на „Доктор Кой“.

## История на създаването
На 24 март 2004 BBC направи публично съобщение, известявайки, че първата компаньонка на Деветия Доктор ще се казва Роуз Тайлър.
Кастингът се състоя на 24 май 2004 година. За ролята се явила също и актрисата Джорджия Мофет, дъщеря на актьора Питър Дейвисън, който играе Петия Доктор. Но вместо нея взели актрисата и поп изпълнителка Били Пайпър, но впоследствие Джорджия се появила в четвъртия сезон (2008) в епизода „Дъщерята на Доктора“.
Ръсел Т. Дейвис често дава на персонажите си еднакви фамилии, включително и на Роуз Тайлър. Например в романа „Развалена стока“ има семейство Тайлърови, във филма „Откровения“ има персонаж наречен Рут Тайлър, в сериала „Близки приятели“ – Винс Тайлър, а също и в сериала „Второ пришествие“ – Джони Тайлър.

## История на персонажа
На 27 април 1987 на Пит и Джаки Тайлър се родило дете – Роуз. Тя, разбира се не обичала да ходи на училище, но се записала в гимнастическо състезание и спечелила бронзов медал. Тази омраза към училището е засегнала много живота ѝ – Роуз не получава висше образование и се устройва на работа в магазин за дрехи и живее с майка си в беден квартал в Лондон.

### Първа среща с Доктора
Първата среща с Доктора и Роуз Тайлър се случва доста необичайно. Тя е първата за Роуз и последната за Десетия Доктор. В края на живота си Десетия Доктор решава да посети всичките си компаньонки. Появява се на Нова година 2005, когато Роуз още не се е запознала дори с Деветото му превъплъщение. Скрит в сенките Докторът казва на Роуз, че това ще бъде незабравима за нея година, при което тя му отговаря с „Ще видим!“.

### Познанство с Доктора
Следващата среща на Доктора и Роуз се случва още през март. Роуз е затворена в мазето и манекените оживяват. Спасява я страбеб чивек, наричайки себе си Доктора. Той я измъква от сградата, обяснявайки —, че не оживяват самите манекени, а пластмасата. След това се срещат случайно още веднъж и Роуз помага на Доктора от Нестините, управляващи пластмасата. Тя узнава и че Докторът се движи със специално превозно средство – ТАРДИС (или ВИОВИК) машина, която пътува през времето и пространството. Момичето се понравило на Доктора и той ѝ предлага да пътува с него. В началото тя отказва, като казва, че майка ѝ и Мики имат нужда от нея, но когато разбира какво е ТАРДИС не могла да каже не и се съгласила.

### Деветият Доктор
В началните серии на първия сезон Роуз е в съвършено нов за нея свят. Във втория епизод Докторът показва на Роуз краят на Земята и тя остава шокирана. Но тя бързо свиква с извънземните раси, пътуването във времето и с голямата опасност, скрита във всяко едно приключение. Постепенно тя се сближава много с Доктора и узнава удивителни неща за него. В продължение на целия сезон, където и да се намират героите, те се сблъскват със загадъчните думи „Зъл вълк“, в различни форми, на различни езици, но те неизменно се повтарят. В последния епизод, това се прояснява. В далечното бъдеще ги грози опасност и гибел и Докторът отпраща своята компаньонка в нейното време с ТАРДИСа. Роуз разбира, че животът ѝ без Доктора би бил напълно безсмислен и говори за това с майка си. За да се върне и спаси Доктора, тя поглежда в сърцето на ТАРДИСа, позволявайки на временната фуния да навлезе в съзнанието ѝ. В бъдещето се случва кулминацията, където Роуз упсява да унищожи всички врагове и да възкреси капитан Джак Харкнес. Роуз твърди, че именно тя е този „Зъл вълк“ и че именно тя оставя следи на пътя с Доктора. Но това съзнание е опасно за човеците и Докторът го „взима“ целувайки Роуз и по този начин я спаява от смъртта. Роуз губи това съзнание след целувката. Поради това, че Докторът е взел в себе си цялата енергия, регенерира в Десетия Доктор. През сезона ставя ясно, че Докторът постепенно постепенно се влюбва в Роуз. Накрая той я обиква. Този факт се потвърждава в епизода „Далек“, в който Далек беше взел в плен Роуз и тя казва на Доктора: „Няма да спасиш момичето, което обичап?“. И той я спасява.

### Десетият Доктор
След възстановяването след регенерацията на Доктора между него и Роуз отношенията им отиват на ново равнище. Роуз явно ревнува Доктора от другите момичета, а той е щастлив, че може да прекарва време с нея. С Десетия Доктор тя посещава Новата Земя, в Шотландия Викторианска епоха, запознава се с Мадам дьо Помпадур, а също и с бившата компаньонка на Доктора – Сара Джейн Смит. Когато Доктора, Роуз и Мики случайно попадат в паралелна вселена, те виждат, че бащата на Роуз е все още жив. Вместо с него се срещнали със Сайбърмен. По-късно те попадат в 50-те години на XX век и през 2012 на Летните олимпийски игри в Лондон.

### Торчууд
Роуз и Доктора се завръщат в 2007 година и са изненадани с неприятни събития. По цялата Земя продят призраци, а Доктора е в плен на инситута Торчууд. Впоследствие се оказва, че това не е в интерес на Торчууд, понеже са пуснали на Земята Сайбърмените от паралелната Вселена маскирани като призраци и четири Далека – култът на Скаро. Далеците пускат от миниатюрен затвор милиони Далеци, пленени от Господарите на времето. Докторът открива начин как да се справи с всичките Сайбърмени и Далеци. Той обяснява, че всички живи същества са прекосили Пустотата между Вселенните „заразени“ и ако той отвори процеп между вселените, то Сайбърмените и Далеците ще заседнат в Пустотата и след това процепът ще бъде затворен. Роуз също е „заразена“ и трябва да отиде в паралелната Вселена. Роуз се отказва и вместо семейството си тя избира Доктора. Заедно те отварят процепа и се даржат за няколко магнитни фиксатора, докато Сайбърмените и Далеците падат в процепа. Но Роуз се изплъзва и пада в Пропастта, но в същия миг се появява баща ѝ и я води в своя свят. Миг по-късно процепът е затворен и Роуз остава завинаги в паралелния свят.
След време на Роуз ѝ се присънва сън, в който тя зове Доктора. Семейство Тайлър следят гласа и стигат до залива Зъл вълк, отдалечен залив в Норвегия. Там те виждат холографичен образ на Доктора, който е решил да се прости с Роуз чрез една от последните дупки между световете. Роуз се обяснява на Доктора в любов, но когато той иска да ѝ отвори и последната дупка се затваря.

### Възвръщане
В четвърти сезон процепите между паралелните Вселени отново се откриват и Роуз може да се върне обратно в своя свят. Тя попада в паралелния свят, създаден от Дона във вид на приказка и ѝ дава съвети как да постъпи. Тя помага на Доктора за трети път в борбата му срещу Далеците и спасяват Вселената. В последния епизод Доктора оставя Роуз в паралелната Вселена със своя полу-човек двойник, родил се от отрязаната му ръка и може да старее и да умре.

### Семейство и личен живот
Родителите на Роуз са Джаклин Андре (Джаки) и Питър Алан (Пит) Тайлър. Питър се ражда на 15 септември 1954 и умира на 7 ноември 1987 година. Както се разбира в епизода „Ден на бащата“ го убила кола, когато той отивал към сватбата си с приятели. В епизода „Денят на страшния съд“ Джаки се среща с Пит от паралелната Вселена и те решават да започнат всичко отначало. По-късно им се ражда син – Тони.
Роуз има и дядо по майчина линия – дядо Брендис. Умрял е през 1997 година от сърдечен пристъп.
В първия сезон Роуз се среща с приятел от детството – Мики Смит. Но когато се срещнала с Доктора постепенно се отдалечават помежду си и между тях няма нищо друго, освен приятелство. В епизода „Празното дете“ с нея флиртувал капитан Джак Харкнес, но по-късно между тях има само приятелски отношения. След регенерацията на Деветия Доктор в Десетия Роуз се влюбва окончателно в него и това се вижда през целия втори сезон.

## Признание
Списък с наградите и номинациите на Били Пайпър за ролята ѝ на Роуз Тайлър.

### Награди
- 2005: The National Television Awards – „Най-популярна актриса“
- 2005: BBC Face Of The Year – „Лице на годината“
- 2005: BBC Drama Awards – „Най-добра актриса“
- 2006: The South Bank Show Awards – „Възходящ талант“
- 2006: TV Choice/TV Quick Awards – „Най-добра актриса“
- 2006: The National Television Awards – „Най-популярна актриса“
- 2006: BBC Drama Awards – „Най-добра актриса“
- 2006: Tric Awards – „Най-талантлив пробив“
- 2006: GQ Magazine Awards – „Жена на годината“

### Номинации
- 2006: Broadcasting Press Guild Awards – „Най-добра актриса“
- 2006: BAFTA Cymru Awards – „Най-добра актриса“

## В„Доктор Кой“

### Епизоди
| Номер | #  | Епизод               | Оригинално име          | Сценарист       | Режисьор    | Премиерна дата | Код  |
| ----- | -- | -------------------- | ----------------------- | --------------- | ----------- | -------------- | ---- |
| 157   | 1  | Роуз                 | Rose                    | Ръсел Т. Дейвис | Кейт Боук   | 26 март 2005   | 1.1  |
| 158   | 2  | Края на Света        | The End of the World    | Ръсел Т. Дейвис | Еврос Лин   | 2 април 2005   | 1.2  |
| 159   | 3  | Неспокойният мъртвец | The Unquiet Dead        | Марк Гатис      | Еврос Лин   | 9 април 2005   | 1.3  |
| 160a  | 4  | Извънземни в Лондон  | Aliens of London        | Ръсел Т. Дейвис | Кейт Боук   | 16 април 2005  | 1.4  |
| 160b  | 5  | Трета световна война | World War Three         | Ръсел Т. Дейвис | Кейт Боук   | 23 април 2005  | 1.5  |
| 161   | 6  | Далек                | Dalek                   | Робърт Ширман   | Джо Ехирн   | 30 април 2005  | 1.6  |
| 162   | 7  | Дългата игра         | The Long Game           | Ръсел Т. Дейвис | Браян Грант | 7 май 2005     | 1.7  |
| 163   | 8  | Ден на бащата        | Father’s Day            | Пол Корнел      | Джо Ехирн   | 14 май 2005    | 1.8  |
| 164а  | 9  | Празното дете        | The Empty Child         | Стивън Мофат    | Джеймс Хоуз | 21 май 2005    | 1.9  |
| 164b  | 10 | Докторът танцува     | The Doctor Dances       | Стивън Мофат    | Джеймс Хоуз | 28 май 2005    | 1.10 |
| 165   | 11 | Процъфтяващият град  | Boom Town               | Ръсел Т. Дейвис | Джо Ехирн   | 4 юни 2005     | 1.11 |
| 166а  | 12 | Зъл вълк             | Bad Wolf                | Ръсел Т. Дейвис | Джо Ехирн   | 11 юни 2005    | 1.12 |
| 166b  | 13 | Пътищата се разделят | The Parting of the Ways | Ръсел Т. Дейвис | Джо Ехирн   | 18 юни 200     | 1.13 |

| Номер | # | Епизод            | Оригинално име               | Сценарист       | Режисьор    | Премиерна дата   | Код |
| ----- | - | ----------------- | ---------------------------- | --------------- | ----------- | ---------------- | --- |
| -     | 0 | Деца в нужда      | Doctor Who: Children in Need | Ръсел Т. Дейвис | Еврос Лин   | 18 ноември 2005  | CIN |
| 167   | 0 | Коледно нашествие | The Christmas Invasion       | Ръсел Т. Дейвис | Джеймс Хоуз | 25 декември 2005 | 2.X |

| Номер | #  | Епизод                     | Оригинално име            | Сценарист       | Режисьор      | Премиерна дата | Код  |
| ----- | -- | -------------------------- | ------------------------- | --------------- | ------------- | -------------- | ---- |
| 168   | 1  | Нова Земя                  | New Earth                 | Ръсел Т. Дейвис | Джеймс Хоуз   | 15 април 2006  | 2.1  |
| 169   | 2  | Зъби и нокти               | Tooth and Claw            | Ръсел Т. Дейвис | Еврос Лин     | 22 април 2006  | 2.2  |
| 170   | 3  | Среща в училище            | School Reunion            | Тоби Уитхауз    | Джемс Хоуз    | 29 април 2006  | 2.3  |
| 171   | 4  | Момичето в камината        | The Girl in the Fireplace | Стивън Мофат    | Еврос Лин     | 6 май 2006     | 2.4  |
| 172а  | 5  | Въстанието на Сайбърмените | Rise of the Cybermen      | Том МакРей      | Грем Харпър   | 13 май 2006    | 2.5  |
| 172b  | 6  | Ерата на стоманата         | The Age of Steel          | Том МакРей      | Грем Харпър   | 20 май 2006    | 2.6  |
| 173   | 7  | Фенерът на идиота          | The Idiot’s Lantern       | Марк Гатис      | Еврос Лин     | 27 май 2006    | 2.7  |
| 174а  | 8  | Невъзможната планета       | The Impossible Planet     | Мат Джоунс      | Джеймс Стронг | 3 юни 2006     | 2.8  |
| 174b  | 9  | Тъмницата на Сатаната      | The Satan Pit             | Мат Джоунс      | Джеймс Стронг | 10 юни 2006    | 2.9  |
| 175   | 10 | Любов & Чудовища           | Love & Monsters           | Ръсел Т. Дейвис | Ден Зеф       | 17 юни 2006    | 2.10 |
| 176   | 11 | Бой се от нея              | Fear Her                  | Матю Греъм      | Еврос Лин     | 24 юни 2006    | 2.11 |
| 177a  | 12 | Армия на призраците        | Army of Ghosts            | Ръсел Т. Дейвис | Грем Харпър   | 1 юни 2006     | 2.12 |
| 177b  | 13 | Денят на страшния съд      | Doomsday                  | Ръсел Т. Дейвис | Грем Харпър   | 8 юли 2006     | 2.13 |

| Номер | #       | Епизод                  | Оригинално название | Сценарист       | Режисьор      | Премиерна дата | Код        |
| ----- | ------- | ----------------------- | ------------------- | --------------- | ------------- | -------------- | ---------- |
| 189   | 1       | Съучастници             | Partners in Crime   | Ръсел Т. Дейвис | Джеймс Стронг | 5 април 2008   | 4.1        |
| 197   | 11      | Завий наляво            | Turn Left           | Ръсел Т. Дейвис | Грем Харпър   | 21 юни 2008    | 4.11       |
| 198a  | 12      | Откраднатата Земя       | The Stolen Earth    | Ръсел Т. Дейвис | Грем Харпър   | 28 юни 2008    | 4.12       |
| 198b  | 13      | Пътешествието приключва | Journey’s End       | Ръсел Т. Дейвис | Грем Харпър   | 5 юли 2008     | 4.13       |
| 202   | 17 – 18 | Края на Вселената       | The End of Time     | Ръсел Т. Дейвис | Еврос Лин     | 1 януари 2010  | 4.17, 4.18 |